# On Your Mark
On Your Mark je japonský krátkometrážní animovaný film (anime), který režíroval Hajao Mijazaki v produkci studia Ghibli. Jde o šestiapůlminutový hudební klip (AMV) ke stejnojmenné písni japonského dua Chage & Aska, vydaný 15. července 1995. Klip je celý animovaný a neobsahuje žádné dialogy. Sci-fi příběh vypráví o záchraně tajemného anděla dvěma policisty.